# 马丁·齐尔恩鲍尔
马丁·R·齐尔恩鲍尔（德語：Martin R. Zirnbauer，1958年4月25日—），德国物理学家，科隆大学理论物理学教授。